# دیوید مناهن
دیوید مُناهَـن (انگلیسی: David Monahan؛ زادهٔ ۱۳ اوت ۱۹۷۱) بازیگر اهل ایالات متحده آمریکا است. وی از سال ۲۰۰۰ میلادی تاکنون مشغول فعالیت بوده‌است.
از فیلم‌ها یا مجموعه‌های تلویزیونی که وی در آن‌ها نقش داشته‌است، می‌توان به ان‌سی‌آی‌اس، سوپرنچرال و منتالیست اشاره نمود.